# 赵鑫鑫
赵鑫鑫（1988年6月29日—），浙江温岭人，中国象棋棋手，2002年8月，在福州举行的全国少年象棋锦标赛上，赵鑫鑫获得了男子16岁组的第一，获得了国家象棋大师的头衔。2007年9月，赵鑫鑫在中国呼和浩特市举行的全国象棋个人赛上赢得冠军，晋升为国家象棋特级大师。2025年1月12日，因涉嫌买卖棋，赵鑫鑫被处以终身禁赛的处罚，并撤销特级大师的称号。